# Grassington
Grassington är en ort och civil parish  i Storbritannien.   Den ligger i grevskapet North Yorkshire och riksdelen England, i den centrala delen av landet, 300 km norr om huvudstaden London. Grassington ligger 202 meter över havet och antalet invånare är 1 390.
Terrängen runt Grassington är huvudsakligen kuperad, men åt sydväst är den platt. Grassington ligger nere i en dal. Runt Grassington är det ganska glesbefolkat, med 47 invånare per kvadratkilometer. Närmaste större samhälle är Skipton, 12,3 km söder om Grassington. Trakten runt Grassington består i huvudsak av gräsmarker.